# Lunchlady Doris
Lunchlady Doris arbejder i kantinen på Springfield Elementary i tv-serien The Simpsons.
Hun er angiveligt komplet ligeglad med børnene: Hun lader maden ligge på gulvet og ryger over maden. Efter en række nedskæringer på skolen fungerer hun desuden som skolens sygeplejerske. Dette arbejde er hun dog heller ikke specielt god til. Pga skolens manglende ressourcer bliver eleverne på Springfield Elementary altid spist af med dårlig mad såsom assorterede dyredele, heriblandt hestetestikler, og Kød af "F-Karakter". Man ser generelt ikke meget til Doris i serien, men i Simpsons Halloween Special V har hun en af sine største og mest betydningsfulde roller, eftersom hun høster stor succes blandt lærerne på Springfield Elementary, da hun begynder at tilberede elever, som resulterer i, at hun disker op med "delikatesser" såsom "Jimbo-Burger" og "Uter-braten". At hygiejneniveauet, som før nævnt er ekstremt lavt i kantinen på Springfield Elementary er udelukkende Doris' skyld, for som hun formulerer det i afsnittet Who Shot Mr. Burns?(Part One) til skoleinspektør Seymour Skinner: "Køkkenpersonalet i kantinen brokker sig over mus. Jeg ønsker at ansætte et nyt personale"